# Sandy Wilson (compositeur)
Pour les articles homonymes, voir Sandy Wilson et Wilson.
Œuvres principales
The Boy Friend
Alexander Galbraith Wilson, plus connu sous le nom de Sandy Wilson, est un auteur-compositeur britannique, né le 19 mai 1924 à Sale et mort le 27 août 2014 à Taunton dans le Somerset.
Sa comédie musicale The Boy Friend lui apporte une renommée internationale durant les années 1950.

## Biographie

### Jeunesse
Alexander Galbraith Wilson naît en 1924 à Sale, une ville du comté métropolitain du Grand Manchester. Son père, écossais et Presbytérien, redoute l'influence des divertissements populaires, comme le théâtre et le cinéma. L'enfant assiste à une représentation de La Tempête de William Shakespeare et décide qu'il fera du théâtre son métier. Il est scolarisé dans une école préparatoire, l'Elstree School (en). Une bourse d'études lui est attribuée afin de poursuivre ses études à Harrow School, où il monte une version musicale de la comédie Les Oiseaux du poète grec Aristophane. Il prend des leçons de piano et étudie les œuvres de compositeurs tels Cole Porter et George Gershwin. Durant la Seconde Guerre mondiale, il est employé de bureau aux magasins militaires. À la fin du conflit, il entre à l'Oriel College de l'université d'Oxford, où il obtient un bachelor's degree en littérature anglaise. Wilson joue dans des spectacles étudiants aux côtés de futurs artistes, comme Donald Swann et Michael Croft (en),. Il passe une année à l'Old Vic Theatre School, où il suit un cours consacré à la production théâtrale,.

### Carrière musicale
En 1948, Sandy Wilson écrit pour la revue Slings and Arrows d'Hermione Gingold, avec laquelle il se lie d'amitié. En 1950, il collabore avec le compositeur Geoffrey Wright en écrivant les paroles de la comédie musicale Caprice. Sa réputation d'auteur-compositeur grandit au cours des années 1950. Il écrit la comédie musicale The Boy Friend, qui parodie les spectacles des « Roaring Twenties », après avoir reçu une commande du Players' Theatre (en). En 1954, la comédie musicale est montée au Wyndham's Theatre (en), dans le West End londonien. Les actrices Anne Rogers et Joan Sterndale-Bennett (en) font partie de la distribution. The Boy Friend est jouée plus de 2 000 fois à Londres, où elle reste à l'affiche plus de cinq ans. 485 représentations sont données à Broadway,. Julie Andrews y fait ses débuts. Les chansons du spectacle, notamment I Could Be Happy With You et A Room in Bloomsbury, deviennent des « standards ». En 1971, la comédie musicale est adaptée à l'écran par Ken Russell.
Aucune de ses autres comédies musicales ne peut égaler le succès de The Boy Friend. The Buccaneer, dont l'action se déroule dans le milieu de la presse, est créée dans un petit théâtre londonien en septembre 1953. Elle est montée en 1956 au Lyric Hammersmith (en), avec Kenneth Williams (en) dans le rôle principal, et atteint les 200 représentations,. Valmouth, qui met en vedette Bertice Reading (en) et Fenella Fielding (en), est adaptée du roman de Ronald Firbank. Elle est jouée à seulement 186 reprises dans le West End en 1958. En 1960, elle ne rencontre pas le succès à New York. Elle est pourtant louée par les critiques, qui la considèrent comme l'une des comédies musicales britanniques les plus originales du XXe siècle. Sandy Wilson donne une suite à The Boy Friend en 1964, avec la comédie musicale Divorce Me, Darling! (en), dont l'action se déroule une décennie plus tard. Elle n'est jouée que 70 fois dans le West End avant d'être retirée de l'affiche.
Le compositeur se produit en 1971 dans un one-man-show, intitulé Sandy Wilson Thanks the Ladies. Au cours des années 1970, il adapte pour la scène le roman His Monkey Wife de John H. N. Collier. The Clapham Wonder  est l'adaptation de The Vet's Daughter, une nouvelle de Barbara Comyns Carr (en). En 1979, sa comédie musicale Aladdin (en) est créée sans grand succès au Lyric Hammersmith,.

### Autres activités
Sandy Wilson compose des musiques pour la télévision, notamment pour la série de la BBC The World of Wooster, adaptation de l'œuvre de P.G. Wodehouse,.
Il écrit son autobiographie, I Could Be Happy, qui paraît en 1975. Wilson est également l'auteur d'une biographie d'Ivor Novello.